# Lunamatrona
Lunamatrona is een gemeente in de Italiaanse provincie Zuid-Sardinië (regio Sardinië) en telt 1806 inwoners (31-12-2004). De oppervlakte bedraagt 20,6 km², de bevolkingsdichtheid is 88 inwoners per km².

## Demografie
Lunamatrona telt ongeveer 662 huishoudens. Het aantal inwoners daalde in de periode 1991-2001 met 2,0% volgens cijfers uit de tienjaarlijkse volkstellingen van ISTAT.
| Jaar | Inwoneraantal |
| ---- | ------------- |
| 1991 | 1896          |
| 2001 | 1858          |

## Geografie
De gemeente ligt op ongeveer 180 m boven zeeniveau.
Lunamatrona grenst aan de volgende gemeenten: Collinas, Pauli Arbarei, Sanluri, Siddi, Villamar, Villanovaforru.
Arbus · Barumini · Collinas · Furtei · Genuri · Gesturi · Gonnosfanadiga · Guspini · Las Plassas · Lunamatrona · Pabillonis · Pauli Arbarei · Samassi · San Gavino Monreale · Sanluri · Sardara · Segariu · Serramanna · Serrenti · Setzu · Siddi · Tuili · Turri · Ussaramanna · Villacidro · Villamar · Villanovaforru · Villanovafranca
1. ↑  https://demo.istat.it/?l=it.